# قلئة (حديبو)

تعديل مصدري - تعديل

قلئة هي إحدى قرى مديرية حديبو التابعة لمحافظة سقطرى، بلغ تعداد سكانها 9 نسمة حسب تعداد اليمن لعام 2004.